# Cedric Schuster
Toeolesulusulu Cedric Schuster est un homme politique samoan.

## Biographie

### Origines
Cedric Schuster est le descendant d'un colon allemand établi aux Samoa vers le milieu du XIXe siècle et dont les descendants comptent bon nombre de personnalités des mondes sportif et politique,. Il fait ainsi par ailleurs partie d'un ensemble de personnalités politiques samoanes des XXe siècle et XXIe siècle qui sont les descendants de colons allemands arrivés au XIXe siècle ou au début du XXe siècle : outre son cousin Harry Schuster se trouvent Hans Joachim Keil III, Eugene Paul, Leuatea Schmidt et Telefoni Retzlaff.

### Carrière professionnelle
Ayant obtenu une licence de Géographie à l'université de Victoria au Canada puis un diplôme de master en développement durable à l'université Brandeis aux États-Unis, il est employé par le Fonds mondial pour la nature (WWF) puis par l'organisation caritative écologiste américaine Seacology (en) ainsi que par le ministère samoan pour l'Environnement. Il se met ensuite à son propre compte comme consultant en matière environnementale,.

### Carrière politique
Il est élu au Fono (Parlement national des Samoa) comme candidat du parti d'opposition Tautua Samoa aux élections de 2011 et devient le porte-parole du parti sur les questions environnementales,. Son cousin l'ancien juge Lefau Harry Schuster, l'un des fondateurs de ce parti, entre au Parlement à ces mêmes élections.
En 2014, Cedric Schuster est le premier député samoan à devenir membre du groupe des Parlementaires internationaux pour la Papouasie occidentale, groupe de pression international pour le droit à l'autodétermination de la population autochtone de Papouasie occidentale, territoire sous souveraineté indonésienne et soumis à de nombreuses violations des droits de l'homme.
Il est battu dans sa circonscription aux élections de 2016, qui produisent un très mauvais résultat pour le parti Tautua Samoa. Pour les élections de 2021, il devient membre du nouveau parti FAST et retrouve son siège de député en ravissant sa circonscription à Afamasaga Rico Tupai (en), le ministre des Communications. La nouvelle Première ministre Fiame Naomi Mata'afa le nomme alors ministre des Ressources naturelles et de l'Environnement, ainsi que ministre du Tourisme, et ministre de la Planification urbaine. Le 6 septembre 2023, il cède à la Première ministre le ministère du Tourisme, mais conserve ses autres ministères et devient par ailleurs ministre de la Gestion des terres.
Le 10 janvier 2025, la Première ministre limoge Laauli Leuatea Schmidt de son poste de ministre de l'Agriculture et des Pêcheries, en raison de son inculpation pour faux, harcèlement, diffamation et entrave à la justice. En réaction, le 15 janvier, vingt membres du groupe parlementaire du parti s'assemblent et, sous la direction de Laauli Leuatea Schmidt, votent l'exclusion du parti de Fiame Naomi Mata'afa, de Cedric Schuster et de quatre autres ministres loyaux envers Fiame Naomi Mata'afa. Ils élisent Laauli Leuatea Schmidt comme chef du parti.

### Vie personnelle
L'épouse de Cedric Schuster, Suzie Schuster, est entraîneuse de l'équipe nationale samoane de natation. Leur fils aîné Brandon Schuster (en) est double médaillé d'or de natation aux Jeux du Pacifique de 2019 après avoir représenté les Samoa à l'épreuve du 200 mètres nage libre aux Jeux olympiques d'été de 2016 à Rio de Janeiro. Leur fille Andrea Schuster est quant à elle médaillée d'argent au relai nage libre sur 200 mètres aux Jeux du Pacifique de 2019,.